# Менелаос Батринос
Менелаос Батринос (на гръцки: Μενέλαος Μπατρίνος) е гръцки лекар и революционер, деец на гръцката въоръжена пропаганда в Македония.

## Биография
Батринос е роден в 1850 година в западномакедонския град Костур, тогава в Османската империя, днес Кастория, Гърция. Учи медицина в Атинския университет. Специализира във Виена и Грац и се установява да практикува в Костур, където става активен член на гръцката община. Присъединява се към гръцката въоръжена пропаганда в Македония и става близък сътрудник на водача ѝ в Костурско митрополит Германос Каравангелис. След Младотурската революция от 1908 година е принуден да напусне града и се установява в Битоля и Солун. Обявен е за агент от ІІ ред. Завръща се в града в 1910 година.
След като Костур попада в Гърция съгласно Букурещкия договор от 1913 година, Батринос става кмет на града. В 1920 година е избран за депутат.
Синът му Леонидас Батринос (1893 – 1969) е също политик, депутат. Къщата му в Костур – Батриновата къща, е паметник на културата.